# Chandler Robbins
Chandler Robbins (Belmont, 17 luglio 1918 – Columbia, 20 marzo 2017) è stato un ornitologo statunitense.
È stato coautore di un'importante guida sugli uccelli, ed uno dei fondatori del North American Breeding Bird Survey.

## Biografia
Robbins nacque a Belmont, nel Massachusetts. Conseguì un Bachelor of Arts presso l'Università di Harvard nel 1940; Ludlow Griscom fu uno dei suoi consulenti accademici. Conseguì quindi la laurea magistrale presso la George Washington University nel 1950.

## Carriera
Dopo Harvard,  Robbins fu insegnante per alcuni anni.  Come alternativa al servizio militare attivo durante la seconda guerra mondiale, si unì al Civilian Public Service. Nel 1943 si trasferì a quello che oggi è il Patuxent Wildlife Research Center nel Maryland, su invito di Frederick Charles Lincoln.  Robbins si unì quindi allo U.S. Fish and Wildlife Service (USFWS) a tempo pieno nel 1945 come giovane biologo a Patuxent.  Nei primi anni di carriera, fu coautore di articoli di giornale sugli effetti del pesticida DDT sulle popolazioni degli uccelli riproduttivi; il suo lavoro, e quello di altri ricercatori, portò alla pubblicazione da parte di Rachel Carson del libro Primavera Silenziosa.
Nella sua lunga carriera, Robbins diede importanti contributi alla disciplina dell'ornitologia sul campo, dalle tecniche di misurazione innovative alla documentazione degli effetti della frammentazione delle foreste sugli uccelli dei boschi orientali. La sua ricerca sulla frammentazione delle foreste fu da spunto peri regolamenti sviluppati dallo stato del Maryland per fornire protezione ambientale alla Chesapeake Bay. Nel 2012, Robbins ha dichiarato che il lavoro svolto per la conservazione di ampie zone della foresta era il suo più grande orgoglio personale. Svolse inoltre lavori sul campo nella regione dell'Atlantico centrale, in America Latina e nell'atollo di Midway. Robbins inanellò un albatro di Laysan di nome Wisdom a Midway Island nel 1956. Al 2021, Wisdom è ancora in vita, ha almeno 70 anni ed è il più antico uccello selvatico vivente verificato. Grande sostenitore della inanellamento come strumento per la scienza e la conservazione, Robbins ha inanellato più di 300 specie e 190.000 singoli uccelli nel corso della sua carriera.
Uno dei risultati più importanti ottenuti da Robbins è la metodologia utilizzata dal North American Breeding Bird Survey. Lo schema di raccolta dei dati e di stima della popolazione consiste nel contare campioni di specie raccolte lungo la strada da osservatori esperti; rendendo quindi per la prima volta efficiente la pratica del monitoraggio degli uccelli in tutto il continente, dando a questa tecnica una solida base statistica. Testato per la prima volta nel Maryland e nel Delaware nel 1965, il B.B.S. è stato lanciato a livello nazionale negli anni successivi.
A metà degli anni quaranta, Robbins divenne coordinatore della collezione continentale delle registrazioni migratorie degli uccelli in un progetto iniziato da Wells W. Cooke. I 90 anni di registrazioni sono oggi digitalizzate e trascritte coe parte del North American Bird Phenology Program (BPP)..
Robbins fu uno dei tre statunitensi selezionati per negoziare con l'Unione Sovietica un trattato per proteggere gli uccelli migratori, firmato nel 1976 e ratificato nel 1978.
Dal 1948 al 2013, Robbins fu editore della rivista  Maryland Birdlife, della Maryland Ornithological Society ed editore tecnico della Audubon Field Notes/North American Birds (1952–1989).  Robbins fu autore o coautore di più di 650 tra articoli, libri, mappe e annotazioni..
Robbins scrisse nel 1966 il libro Birds of North America: A Guide to Field Identification assieme a Bertel Bruune Herbert S. Zim (illustrato da Arthur B. Singer).  La cosiddetta "Guida d'oro" (i nomi degli autori non apparivano in copertina) introdusse una innovativa divisione in 2 pagine che integrava il testo, le illustrazioni, mappe e figure.  Sfruttando gli avanzamenti nel campo dell'ottica disponibili per gli appassionati di uccelli, il libro aveva una più ampia gamma di piumaggi, con più colore e dettagli, rispetto alle precedenti guide.  Le informazioni sulla distribuzione degli uccelli presenti nella guida furono in parte ricavate dalle osservazioni svolte sotto la B.P.P.  Come ulteriore innovazione, la guida presentava i suoni degli uccelli attraverso spettrogrammi. Molti spettrogrammi furono ottenuti dallo stesso Robbins durante le sue ricerche..  L'opera e le sue novità furono lodate da Edward Tufte per il loro "senso estetico, i dettagli, e la credibilità che deriva dal raccogliere e catalogare così tanti reperti."  L'opera fu inoltre un successo commerciale, con milioni di copie vendute.
Come funzionario pubblico, Chandler Robbins incontrò il crescente bisogno di informazione sulla distribuzione degli uccelli con un nuovo gruppo di scienziati non professionisti.  Dotati di abilità nel riconoscere il suono degli uccelli, una guida moderna, e il protocollo di registrazione dati della BSS, questi osservatori ottennero dati grezzi per le iniziative di Robbins.  Tutti i dati raccolti fornirono la base della ricerca sulla conservazione degli uccelli nel nordamerica.

## Riconoscimenti
Chandler Robbins fu nominato membro elettivo della American Ornithologists' Union (oggi American Ornithological Society) nel 1949, e membro nel 1970.
Nel 1987, Robbins ricevette la medaglia Eisenmann dalla Linnaen Society di New York. Nel 1987 ricevette dal dipartimento degli Stati Uniti l'Interior's Distinguished Service Award.  Dallo United States Fish and Wildlife Service, Robbins ricevette un Meritorious Service Award.  Ricevette Ludlow Griscom Award per contributi all'ornitologia regionale dalla American Birding Association nel 1984; il Conservation Achievement Award dallaNational Wildlife Federation nel 1995 (per la BBS); il Elliott Coues Award dalla American Ornithologists' Union nel 1997; nel 2000 ricevette la medaglia Audubon dal National Audubon Society; e nel 2015 il Roger Tory Peterson Award per i risultati raggiunti in carriera a favore del mondo ornitologico, anch'esso dall'American Birding Association. Nel 1995, Robbins ricevette il dottorato onorario in Scienze dall'Università del Maryland.
Nel 2000, l'American Birding Association istituì il Chandler Robbins Award per i contributi significativi resi all'educazione sul mondo ornitologico e/o alla loro conservazione.  La fondazione per l'ecosviluppo e la conservazione (FUNDAECO) del Guatemala ha chiamato la Chandler Robbins Biological Station, nella riserva di Cerro San Gil, in suo onore.

## Ultimi anni
Dopo 60 anni di servizio pubblico, Robbins andò in pensione dal Patuxent Wildlife Research Center nel 2005, assumendo il titolo di scienziato emerito. Nel 2015, Robbins era ancora un volontario attivo presso il Bird Banding Lab "recandosi al laboratorio di Laurel circa tre volte a settimana".
Chandler Robbins, residente a Laurel, è morto il 20 marzo 2017 in un ospedale di Columbia, nel Maryland, per insufficienza cardiaca e altri disturbi. Sua moglie da sei decenni,  Eleanor Cooley, morì nel 2008. Gli sopravvivono quattro figli, Jane, Nancy, Stuart e George; due nipoti; e otto pronipoti.

## Selezione di pubblicazioni
- Effects of DDT on Bird Population of Scrub Forest, in Journal of Wildlife Management, vol. 13, n. 1, gennaio 1949,  pp. 11-16, DOI:10.2307/3796121.
- Effects of Five-Year DDT Application on Breeding Bird Population, in Journal of Wildlife Management, vol. 15, n. 2, aprile 1951,  pp. 213-216, DOI:10.2307/3796613.
- R. E. Stewart e Chandler S. Robbins, Birds of Maryland and the District of Columbia, collana North American Fauna, vol. 62, U.S. Fish and Wildlife Service, 1958.
- Chandler S. Robbins, Bertel Bruun e Herbert S. Zim, Birds of North America: A Guide to Field Identification, Illustrato by Arthur Singer, New York, NY, Golden Press, Inc., 1966, ISBN 978-0-307-13656-5.
- Chandler S. Robbins e W. T. Van Velzen, The Breeding Bird Survey, 1966, collana Special Scientific Report—Wildlife, vol. 102, U.S. Fish and Wildlife Service, 1967.
- Chandler S. Robbins, Effect of Forest Fragmentation on Bird Populations (PDF), in Richard M. DeGraaf e Keith E. Evans (a cura di), Management of North Central and Northeastern Forests for Nongame Birds, Minneapolis, MN, North Central Forest Experiment Station, U.S. Department of Agriculture, Forest Service, 1979,  pp. 198-212. URL consultato il 13 novembre 2017 (archiviato dall'url originale il 3 maggio 2017).
- R. F. Whitcomb e Chandler S. Robbins, Effects of forest fragmentation on avifauna of the eastern deciduous forest, in Burgess (a cura di), Forest Island Dynamics in Man-Dominated Landscapes, collana Ecological Studies, vol. 41, New York, NY, Springer-Verlag, 1981,  pp. 125–205, ISBN 978-0-387-90584-6.
- Chandler S. Robbins, D.K. Dawson e B.A. Dowell, Habitat Area Requirements of Breeding Forest Birds of the Middle Atlantic States, collana Wildlife Monographs, vol. 103, The Wildlife Society, 1989.
- Population Declines in North American Birds that Migrate to the Neotropics, in Proceedings of the National Academy of Sciences, vol. 86, n. 19, ottobre 1989,  pp. 7658-7662, DOI:10.1073/pnas.86.19.7658, PMID 2798430.
- Chandler S. Robbins, J.W Fitzpatrick e P.B. Hamel, A warbler in trouble: Dendroica cerulea, in Hagan (a cura di), Ecology and Conservation of Neotropical Migrant Landbirds, Washington, DC, Smithsonian Institution Press, 1992,  pp. 549-562.
- Chandler S. Robbins e Eirik A. T. Blom, Atlas of the Breeding Birds of Maryland and the District of Columbia, Pittsburgh, PA, University of Pittsburgh Press, 1996, ISBN 978-0-8229-3923-8.
- Chandler S. Robbins, Early Avian Studies at Patuxent, in Perry (a cura di), The History of Patuxent: America's Wildlife Research Story, collana Circular, vol. 1422, Reston, VA, U.S. Geological Survey, 2016,  pp. 13-24, DOI:10.3133/cir1422.